# Liste des distinctions de Nirvana
Pour un article plus général, voir Nirvana (groupe).
Nirvana est un groupe américain de rock alternatif, souvent associé au grunge, formé en 1987 à Aberdeen, dans l'État de Washington, par le chanteur-guitariste Kurt Cobain et le bassiste Krist Novoselic, rejoints ensuite par le batteur Dave Grohl en octobre 1990. La formation cesse son activité à la mort de Cobain en avril 1994. Au cours de leurs sept ans de carrière, puis par la suite, ils obtiennent onze récompenses pour trente et une nominations, dont un Grammy Awards.

## American Music Awards
Nirvana a remporté un trophée sur ses deux nominations aux American Music Awards : en 1995 dans la catégorie « Meilleur duo/groupe de heavy métal/hard rock ».
| Année | Travail nommé | Catégorie                                     | Résultat   |
| ----- | ------------- | --------------------------------------------- | ---------- |
| 1992  | Nirvana       | Meilleur nouvel artiste heavy métal/hard rock | Nomination |
| 1995  | Nirvana       | Meilleur duo/groupe de heavy métal/hard rock  | Lauréat    |

## Brit Awards
Nirvana a remporté un trophée sur ses trois nominations aux Brit Awards : en 1993 dans la catégorie « Meilleure révélation internationale ».
| Année | Travail nommé | Catégorie                           | Résultat   |
| ----- | ------------- | ----------------------------------- | ---------- |
| 1993  | Nirvana       | Meilleure révélation internationale | Lauréat    |
| 1993  | Nirvana       | Meilleur groupe international       | Nomination |
| 1994  | Nirvana       | Meilleur groupe international       | Nomination |

## Echo
| Année | Travail nommé | Catégorie                              | Résultat   |
| ----- | ------------- | -------------------------------------- | ---------- |
| 1993  | Nirvana       | Meilleur groupe pop/rock international | Nomination |

## Grammy Awards
Nirvana a remporté un seul Grammy Awards sur ses sept nominations : en 1996 dans la catégorie « Meilleur album de musique alternative » pour le MTV Unplugged in New York.
| Année | Travail nommé             | Catégorie                                                | Résultat   |
| ----- | ------------------------- | -------------------------------------------------------- | ---------- |
| 1992  | Nevermind                 | Meilleur album de musique alternative                    | Nomination |
| 1993  | Smells Like Teen Spirit   | Meilleure chanson rock                                   | Nomination |
| 1993  | Smells Like Teen Spirit   | Meilleure prestation hard rock                           | Nomination |
| 1994  | In Utero                  | Meilleur album de musique alternative                    | Nomination |
| 1995  | All Apologies             | Meilleure prestation vocale rock d'un duo ou d'un groupe | Nomination |
| 1995  | All Apologies             | Meilleure chanson rock                                   | Nomination |
| 1996  | MTV Unplugged in New York | Meilleur album de musique alternative                    | Lauréat    |

## MTV Video Music Awards
Nirvana a remporté cinq trophées sur ses dix nominations aux MTV Video Music Awards : en 1992, dans les catégories « Meilleur nouvel artiste » et « Meilleure vidéo alternative » pour Smells Like Teen Spirit ; en 1993, dans la catégorie « Meilleure vidéo alternative » pour In Bloom et en 1994, dans les catégories « Meilleure direction artistique » et « Meilleure vidéo alternative » pour Heart-Shaped Box.
| Année | Travail nommé           | Catégorie                                                                 | Résultat   |
| ----- | ----------------------- | ------------------------------------------------------------------------- | ---------- |
| 1992  | Smells Like Teen Spirit | Meilleur nouvel artiste                                                   | Lauréat    |
| 1992  | Smells Like Teen Spirit | Meilleure vidéo alternative                                               | Lauréat    |
| 1992  | Smells Like Teen Spirit | Vidéo de l'année                                                          | Nomination |
| 1992  | Smells Like Teen Spirit | Viewer's Choice                                                           | Nomination |
| 1993  | In Bloom                | Meilleure vidéo alternative                                               | Lauréat    |
| 1994  | Heart-Shaped Box        | Meilleure vidéo alternative                                               | Lauréat    |
| 1994  | Heart-Shaped Box        | Meilleure direction artistique (Directeur artistique: Bernadette Disanto) | Lauréat    |
| 1994  | Heart-Shaped Box        | Vidéo de l'année                                                          | Nomination |
| 1994  | Heart-Shaped Box        | Viewer's Choice                                                           | Nomination |
| 1994  | Heart-Shaped Box        | Meilleure photographie (Directeur photographe : John Mathieson)           | Nomination |

## NME Awards
Nirvana a remporté trois de ses huit nominations aux NME Awards : en 1991 avec Smells Like Teen Spirit dans la catégorie « Meilleur single », en 2000 dans la catégorie « Meilleur single de tous les temps » pour la même chanson et en 2008 dans la catégorie « Meilleur DVD musical » pour MTV Unplugged in New York.
| Année | Travail nommé                                    | Catégorie                          | Résultat   |
| ----- | ------------------------------------------------ | ---------------------------------- | ---------- |
| 1991  | Smells Like Teen Spirit                          | Meilleur single                    | Lauréat    |
| 2000  | Smells Like Teen Spirit                          | Meilleur single de tous les temps  | Lauréat    |
| 2005  | With the Lights Out                              | Meilleur DVD musical               | Nomination |
| 2008  | MTV Unplugged in New York                        | Meilleur DVD musical               | Lauréat    |
| 2010  | Live at Reading                                  | Meilleur DVD                       | Nomination |
| 2012  | Nevermind                                        | Meilleur réédition                 | Nomination |
| 2014  | In Utero                                         | Meilleur réédition                 | Nomination |
| 2015  | Réunion de Nirvana au Rock and Roll Hall of Fame | Meilleur moment musical de l'année | Nomination |